# Kamenskij rajon (Oblast' di Penza)
Il Kamenskij rajon (in russo Каменский район?) è un rajon dell'Oblast' di Penza, nella Russia europea, il cui capoluogo è Kamenka. Istituito nel 1928, ricopre una superficie di 2.200 chilometri quadrati.